# 萨隆河
萨隆河（法語：Salon，法語發音：[salɔ̃] ⓘ）是法国大東部大區上马恩省与勃艮第-弗朗什-孔泰大区上索恩省的河流，是索恩河的右支流，长71.6千米。